# Hatschekia breviramus
Hatschekia breviramus är en kräftdjursart som beskrevs av Lewis 1967. Hatschekia breviramus ingår i släktet Hatschekia och familjen Hatschekiidae. Inga underarter finns listade i Catalogue of Life.